# Gimmel
Gimmel (Гиммель) — финский музыкальный коллектив.

## История группы
Весной 2002 в Финляндии прошёл конкурс поп-исполнителей «Popstars», на котором подбирали участниц для создания поп-группы. 454 девушки состязались в пении. На последнем туре конкурса выбирали уже из 25. Участницами первой финской «Popstars»-группы стали Енни Вартиайнен, Сусанна Корвала, Ушма Карнани и Йонна Пиринен. Несколько недель в группе была напряжённая ситуация, и в итоге Йонна покинула проект. Ушма, Сусанна и Йенни продолжили участие. Группу было решено назвать Gimmel.
Слово gimmel означает обручальное кольцо эпохи Возрождения, кольцо Гиммель, состоящее из нескольких частей. Каждая из них обозначала жениха, невесту и свидетеля. Само кольцо символизировало бесконечные и устойчивые отношения. Также гимель — третья буква еврейского алфавита, её числовое значение — три.

## Синглы и альбомы группы
Первый сингл группы, «Etsit muijaa seuraavaa», был выпущен 25 октября 2002. Через несколько дней он получил статус золотого, а через полторы недели — платинового. В первую же неделю он поднялся на первую строчку финских хит-парадов и продержался там четыре недели. Первый альбом Gimmel — «Lentoon» вышел 22 ноября 2002, сразу после выхода стал номером 1 в официальном рейтинге альбомов Финляндии и продержался в этом качестве три недели. В 2002 году это был самый продаваемый альбом — было продано около 85 000 копий альбома.
Второй сингл Gimmel, «Roviolla», был выпущен 27 января 2003, заняв третью строчку в хит-парадах. Он включал неизданную ранее композицию Tatuointi. Gimmel выиграл в трех категориях в Emma-Gaala 2003: «лучшие новые поп/рок-исполнители», «дебютный альбом года», и «самый продаваемый альбом года».
Летом 2003 группа выпустила второй альбом под названием «Kaksi kertaa enemmän», и в конце года видеоклип Harmaata lunta.
Группа распалась 16 октября 2004.

## Альбомы
- Lentoon (2002)
- Kaksi Kertaa enemmän (2003)
- Pisaroita ja kyyneleitä (2004)